# Михай II Апафи
Михай II Апафи (венг. Apafi Mihály; 1676—1713) — трансильванский князь (с 10 июня 1690 года).

## Биография
Михай II Апафи родился 13 октября 1676 года в благородной трансильванской семье, был сыном и наследником действующего правителя Михая I Апафи. Ещё при жизни своего отца Михай II был назначен Высокой Портой и императором Священной Римской империи Леопольдом I преемником своего отца, но однако встретил сильного противника, опиравшегося на турецкие силы и выступившего против австрийского влияния, в лице графа Имре Тёкёли. Последний с турецким войском совершил вероломное нападение на страну. 21 августа 1690 года одержал победу над войском австрийского генерала Гейсслера при Зернеште и 20 сентября 1690 года в своём лагере при Гроссау короновался князем Седмиградии. Однако Имре Тёкёли не долго наслаждался своим триумфом, вскоре войско самозванца был разбито и рассеяно Людовиком Баденским, Михай II Апафи провозглашён был законным князем Трансильвании.
Император Леопольд определил отношения Седмиградии к Австрии Леопольдинскими дипломами 16 октября и 4 декабря 1691 года, принял попечение о стране и велел управлять ею особой коллегии, состоявшей из двенадцати советников с графом Георгом Банфи из Лошонца во главе. Советники Михаила сумели достигнуть соглашения с императором Леопольдом, которые предоставили стране значительную административную, экономическую и культурную автономию, а также свободу вероисповедания.
Далее, согласно Энциклопедическому словарю Брокгауза и Ефрона, Михай II Апафи «был приглашён в столицу Австрии город Вену и попал в немилость императора вследствие тайного брака, заключённого в 1694 году с графиней Екатериной Бетлен. После этого, в 1695 году Апафи бежал в Седмиградию, где его сторонники намеревались искать помощи Турции. Но в следующем году, когда Михай II Апафи не пожелал отказаться от княжеского сана и жить за пределами Седмиградии, его под военной стражей отослали в Вену, где 19 апреля 1697 года он отрекся от престола, получил апанаж и жил как имперский князь».
В последующие годы, Михай II Апафи жил в австрийской столице, на назначенную ему императором Леопольдом пенсию, где скоропостижно скончался 1 февраля 1713 года, в возрасте тридцати шести лет, так и не оставив после себя наследников.